# Bahnhof Dresden-Friedrichstadt
Der Bahnhof Dresden-Friedrichstadt ist eine Betriebsstelle der Bahnstrecke Dresden-Friedrichstadt–Elsterwerda auf dem Stadtgebiet der sächsischen Landeshauptstadt Dresden. Dresden-Friedrichstadt ist der zentrale Güterbahnhof im Eisenbahnknoten Dresden. Darüber hinaus existieren auch Verkehrsanlagen des Reiseverkehrs, die für den regionalen Verkehr genutzt werden.
Mit dem Dresdner Berliner Bahnhof bestand seit 1875 ein Bahnhof an seiner Stelle. Der Rangierbahnhof wurde ab 1890 als Gefällebahnhof errichtet, hinzu kamen das Reichsbahnausbesserungswerk Dresden und das Bahnbetriebswerk. Nach starken Zerstörungen durch die Luftangriffe auf Dresden im Zweiten Weltkrieg begann noch im Jahre 1945 der Wiederaufbau. Mit der Wende ging seine Bedeutung zurück. Er war bis zur Aufgabe des Ablaufbetriebes im Jahr 2009 neben dem Bahnhof Engelsdorf (b Leipzig) die einzige in Sachsen noch verbliebene zentrale Betriebsstelle zur Behandlung von Zügen im Einzelwagenverkehr. Nach der Jahrtausendwende entstand ein Umschlagbahnhof für den kombinierten Verkehr.

## Lage

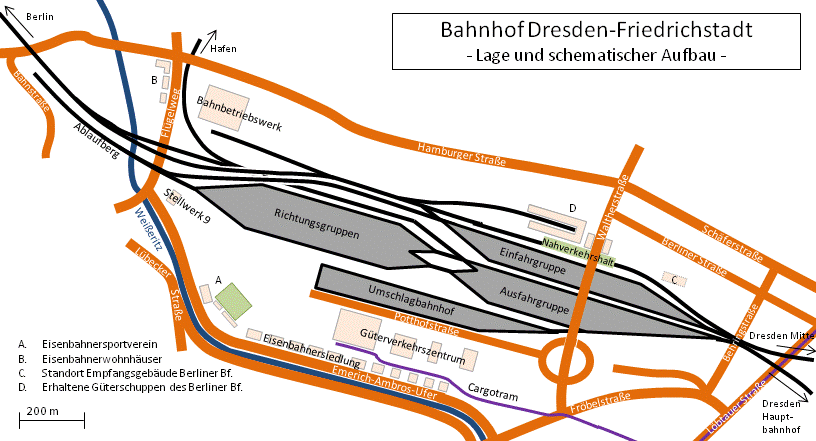
Lage und schematischer Aufbau

Der Bahnhof befindet sich westlich der historischen Altstadt im Bereich der Dresdner Vorstädte. In Ost-West-Richtung dehnen sich seine Bahnanlagen über mehr als zwei Kilometer aus. Er erstreckt sich über den gesamten Südwesten des Stadtteils Friedrichstadt, wodurch er größtenteils zum Stadtbezirk Altstadt gehört. Sein nordwestlichster Punkt liegt bereits mitten im Stadtteil Cotta; im Südosten reicht er fast bis in die Wilsdruffer Vorstadt.
Südlich des Bahnhofsgeländes fließt die in diesem Bereich kanalisierte Weißeritz der Elbe zu und erreicht diese, kurz nachdem sie die Anlagen des Rangierbahnhofs in dessen äußerstem Westen unterquert hat. Insbesondere der Ostteil des Bahnhofs gilt auf Grund seiner Nähe zu diesem Erzgebirgsfluss beziehungsweise zu dessen früherem Flussbett als hochwassergefährdet.
Der Bahnhof liegt offiziell 230 Meter vor dem Ende der im Stadtgebiet linkselbisch über die Eisenbahnbrücke Niederwartha und Cossebaude verlaufenden Bahnstrecke Berlin–Dresden. Sie wird ab dem nordwestlich von Dresden nahe der Coswig-Radebeuler Stadtgrenze gelegenen Kreuzungspunkt der Berliner Strecke mit der Bahnstrecke Leipzig–Dresden auch vom Schienengüterverkehr in und aus Richtung Leipzig benutzt. Der Personenverkehr von und nach Nordwesten, zum Beispiel die S-Bahn Dresden, führt hingegen vorwiegend entlang der Leipziger Strecke über Pieschen und den Bahnhof Dresden-Neustadt.

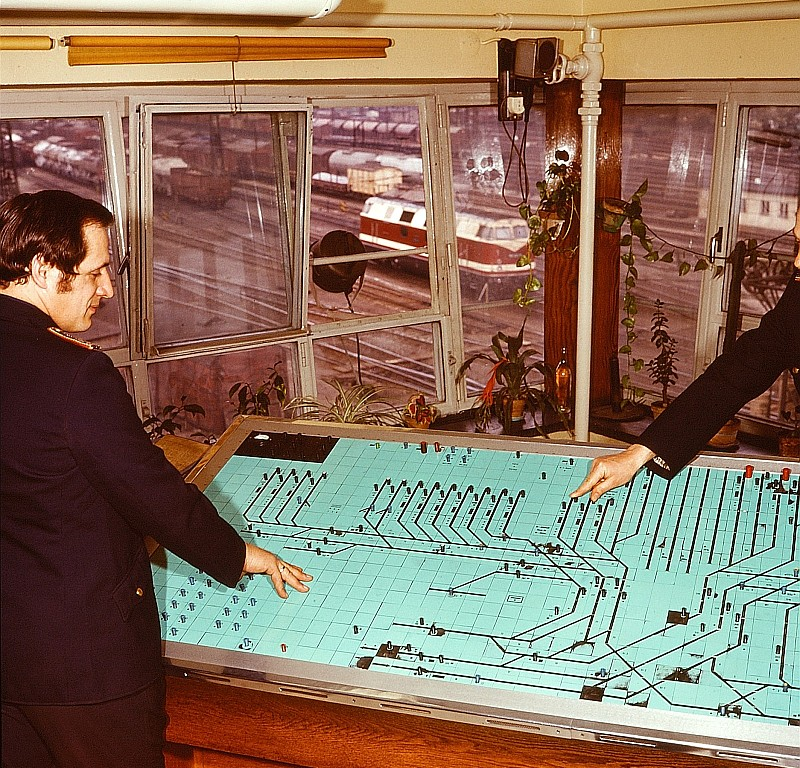
Pult des Relaisstellwerks W1 auf der Ostseite des Bahnhofs (1975)

Unmittelbar östlich des Bahnhofs Dresden-Friedrichstadt trifft die Bahnstrecke Berlin–Dresden in Form eines Gleisdreiecks auf die innenstädtische Verbindungsstrecke zwischen den benachbarten Stationen Haupt- und Neustädter Bahnhof. Damit ist sie mit den Bahnstrecken Dresden–Děčín (Tetschen-Bodenbach), Dresden–Werdau und Dresden–Görlitz verbunden. In stadtauswärtiger Richtung folgt der Haltepunkt Dresden-Cotta. Im westlichen Bahnhofsvorfeld zweigt nach Norden eine ausschließlich dem Gütertransport dienende, kurze Nebenbahn zum Alberthafen Dresden-Friedrichstadt ab. Dieser befindet sich nur einen Kilometer nördlich des Bahnhofs und dient gemeinsam mit ihm dem Umschlag der Güter, die mittels multimodalen Verkehrs bewegt werden. Unter anderem verfügt der Hafen seit 2007 über eine RoRo-Anlage mit einer zulässigen Höchstlast von 500 Tonnen.

## Funktion und Infrastruktur

### Güterverkehr
Der Güterbahnhof erfüllt Funktionen für folgende Verkehrstypen im Schienengüterverkehr:
- Lokwechsel im grenzüberschreitenden Ganzzugverkehr und
- Umschlag von Containern und Wechselaufbauten im kombinierten Verkehr.

Den Hauptteil des Bahnhofs macht der einseitige Rangierbahnhof vom Typus eines Gefällebahnhofs mit seinen 34 Richtungsgleisen aus. Bis zur Außerbetriebnahme des Ablaufbergs diente er dem Auflösen und Zusammenstellen von Zügen im Einzelwagenverkehr. Der höchste Punkt befindet sich etwas westlich des Stellwerks 9 am Flügelweg. Rangierlokomotiven drückten die Züge mit entkoppelten Wagen über den aufgeschütteten Ablaufberg, von dem sie abrollten und auf die gewünschten Richtungsgleise gelenkt wurden.
Da in Deutschland und Tschechien verschiedene Bahnstromsysteme betrieben werden, müssen im internationalen Schienengüterverkehr die Lokomotiven vor den Güterwagen wechseln. Mehrsystemlokomotiven der Deutschen Bahn und der ČD Cargo sind von Dresden-Friedrichstadt bis deutlich hinter der Grenze als Triebfahrzeug des jeweiligen Zuges im Einsatz. Ein Lokwechsel am Übergang der unterschiedlichen Bahnstromsysteme in Schöna/Dolní Žleb ist nicht vorgesehen.

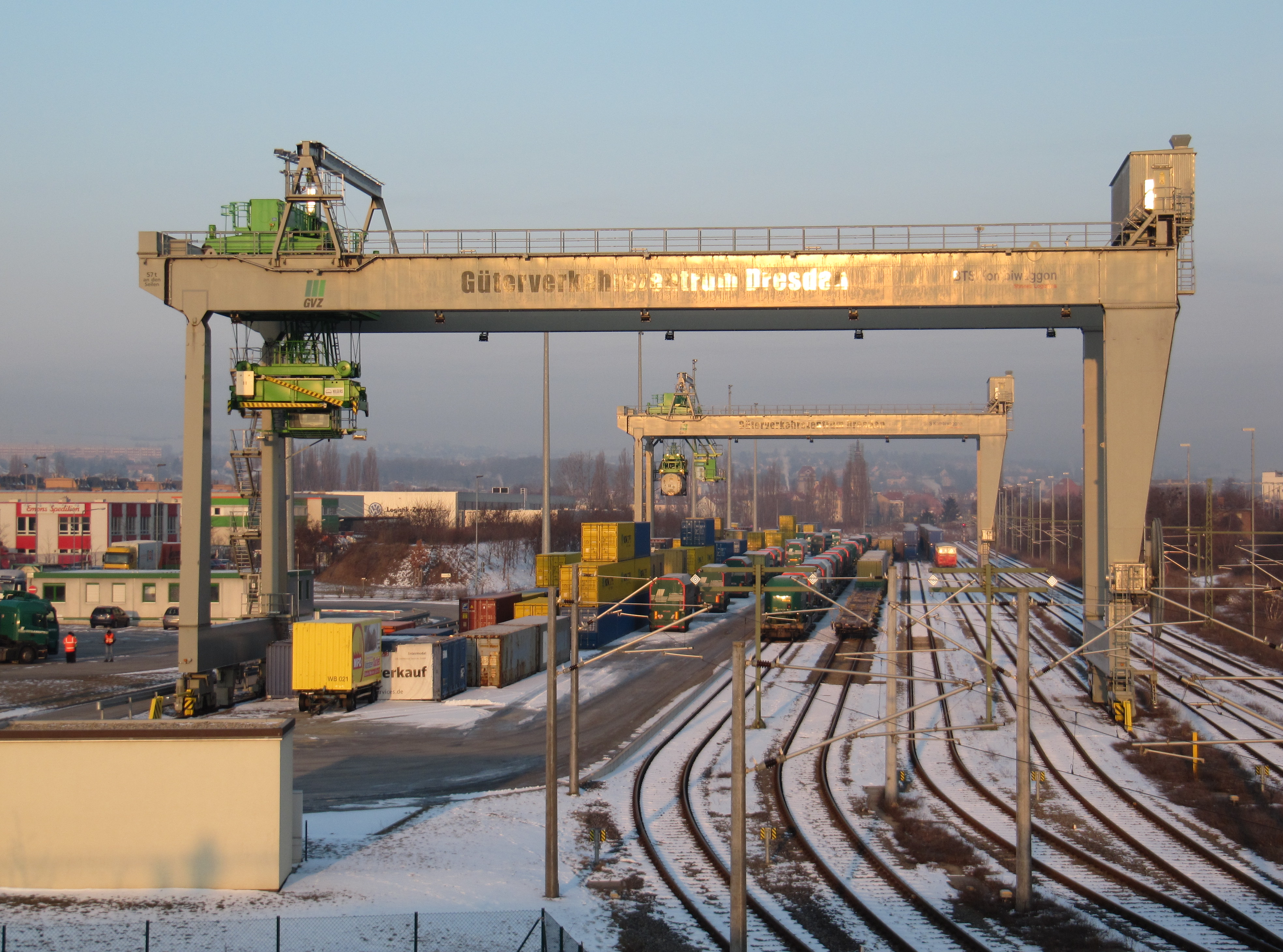
Der Umschlagbahnhof im Güterverkehrszentrum Dresden

Unmittelbar südlich des Bahnhofsgeländes liegt an der Potthoffstraße ein modernes Güterverkehrszentrum (GVZ). Der Umschlagbahnhof für den kombinierten Verkehr verfügt über zwei Ein- und Ausfahrgleise, vier Ladegleise mit angrenzender Abstellfläche sowie über zwei Portalkräne. Jährlich kann das GVZ maximal 90.000 Container beziehungsweise Wechselaufbauten umsetzen.
Der Güterbahnhof ist Umschlagpunkt für Erzeugnisse der Chemiewerke in Nünchritz (Wacker Chemie) und Schwarzheide (BASF) sowie entfernterer Standorte in Mitteldeutschland und Neratovice (Spolana).
Das Güterverkehrszentrum ist an das Fernstraßennetz gut angebunden. In unmittelbarer Nähe des Bahnhofs verlaufen die Bundesstraßen 6 und 173. Über den vierspurigen sogenannten Äußeren Stadtring beziehungsweise Stadtring West lassen sich die Bundesautobahnen 4 und 17 sowie die Bundesstraße 170 in 15 Minuten Fahrtzeit erreichen. Weitere Hauptstraßen führen nach Osten in die Innenstadt. Der Bahnhof selbst wird in Nord-Süd-Richtung von der vierspurigen Waltherstraße überbrückt und der Ablaufberg vom Stadtring West in Form des Flügelwegs untertunnelt, der zur nach ihm benannten Elbbrücke führt.

### Personenverkehr

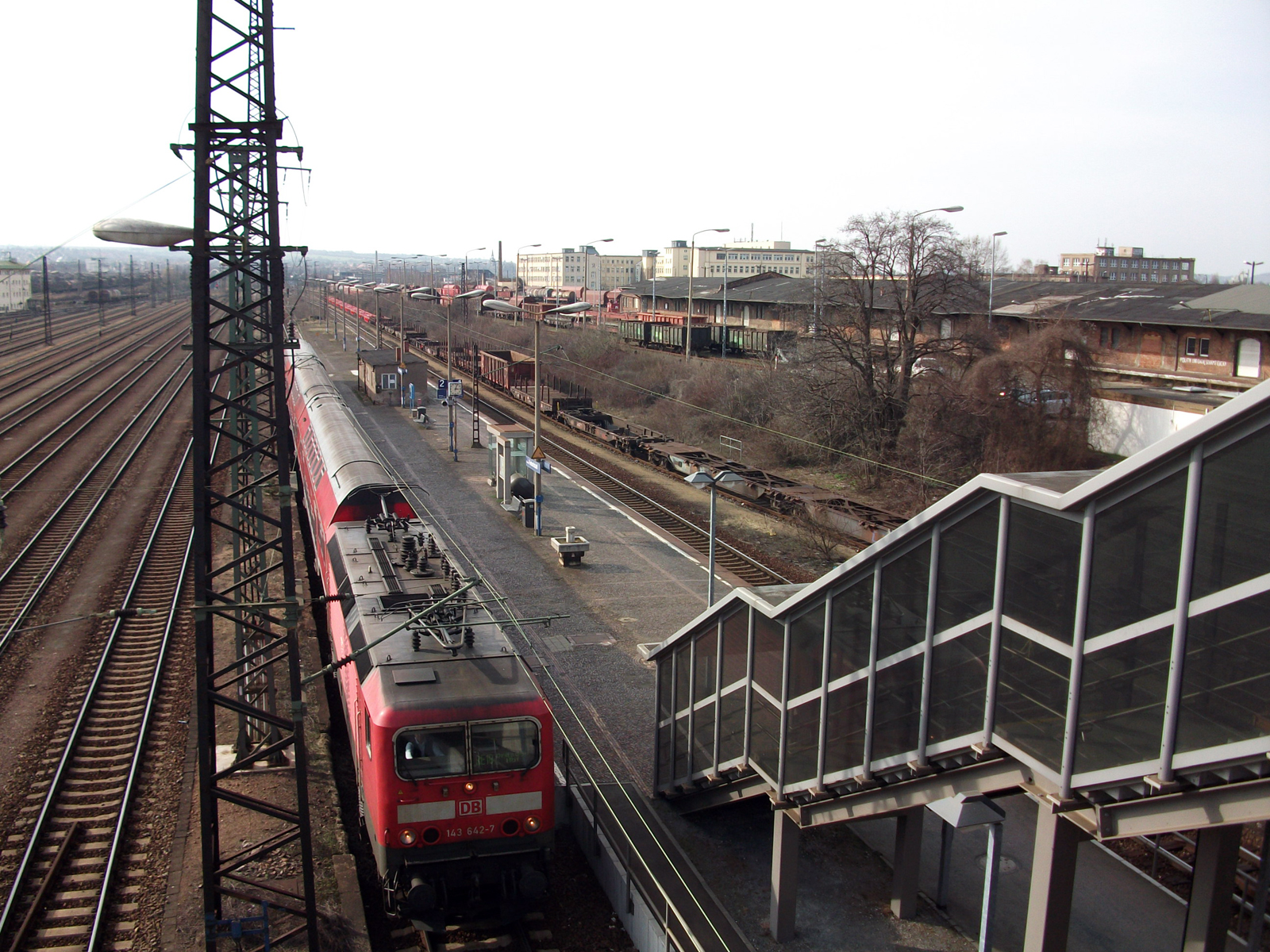
Der Bahnsteig des Nahverkehrshalts mit Zugang von der Waltherstraßenbrücke

Ein kleiner Teil des Bahnhofs dient als Zugangsstelle für den Personenverkehr. Hier hält eine Nahverkehrslinie: Die RB31 von Dresden Hbf nach Elsterwerda über Coswig und Großenhain. Der Bahnhof Dresden-Friedrichstadt zählt nicht zu den Dresdner S-Bahn-Stationen. Auch die Umsteigemöglichkeiten in die öffentlichen Nahverkehrsmittel der Dresdner Verkehrsbetriebe sind vor Ort rar. Nördlich des Bahnhofs besteht an der Haltestelle Waltherstraße Anschluss an die Buslinie 68, die zwischen Goppeln und Niederwartha verkehrt, sowie an die Straßenbahnlinie 1 von Leutewitz nach Prohlis. Südlich des Bahnhofs liegt die Haltestelle Semmelweisstraße der Straßenbahnlinie 2 von Gorbitz nach Kleinzschachwitz.
| Linie | Linienverlauf | Takt (min)                                        | EVU              |
| ----- | --- | ------------------------------------------------- | ---------------- |
| RB 31 | Dresden Hbf – Dresden-Friedrichstadt – Coswig (b Dresden) – Großenhain Cottb Bf – Elsterwerda – Elsterwerda-Biehla | 60 (zur HVZ 30 min, teilweise nur bis Großenhain) | DB Regio Nordost |

## Geschichte

### Berliner Bahnhof
Vor der Anlage des ersten Bahnhofs in der Friedrichstadt befanden sich an diesem Ort Pulvermagazine der Sächsischen Armee, die das Militär im Zusammenhang mit der Konzentration der Dresdner Kasernen in der Albertstadt an den Rand des Prießnitzgrundes verlegte. Der anschließend errichtete erste Vorläufer des Bahnhofs Friedrichstadt war der Berliner Bahnhof, dessen Empfangsgebäude sich an der Berliner Straße befand. Dieser zwischen 1873 und 1875 angelegte Bahnhof war der Endpunkt der damals von der privaten Berlin-Dresdener Eisenbahn-Gesellschaft errichteten Strecke zwischen den Hauptstädten Sachsens und Preußens. Sein anderer Endpunkt war der 174,2 Streckenkilometer entfernte Dresdener Bahnhof in Berlin.
Am 17. Juni 1875 begann der Güter- und öffentliche Personenverkehr per Eisenbahn zwischen Berlin und Dresden. Damit ist die Strecke nach Berlin die jüngste der insgesamt fünf im 19. Jahrhundert gebauten Bahnstrecken, die in Dresden enden. Sie wurde 38 Jahre nach der ersten deutschen Fernbahnstrecke von Dresden nach Leipzig fertiggestellt, die bis zum Leipziger Bahnhof führte.

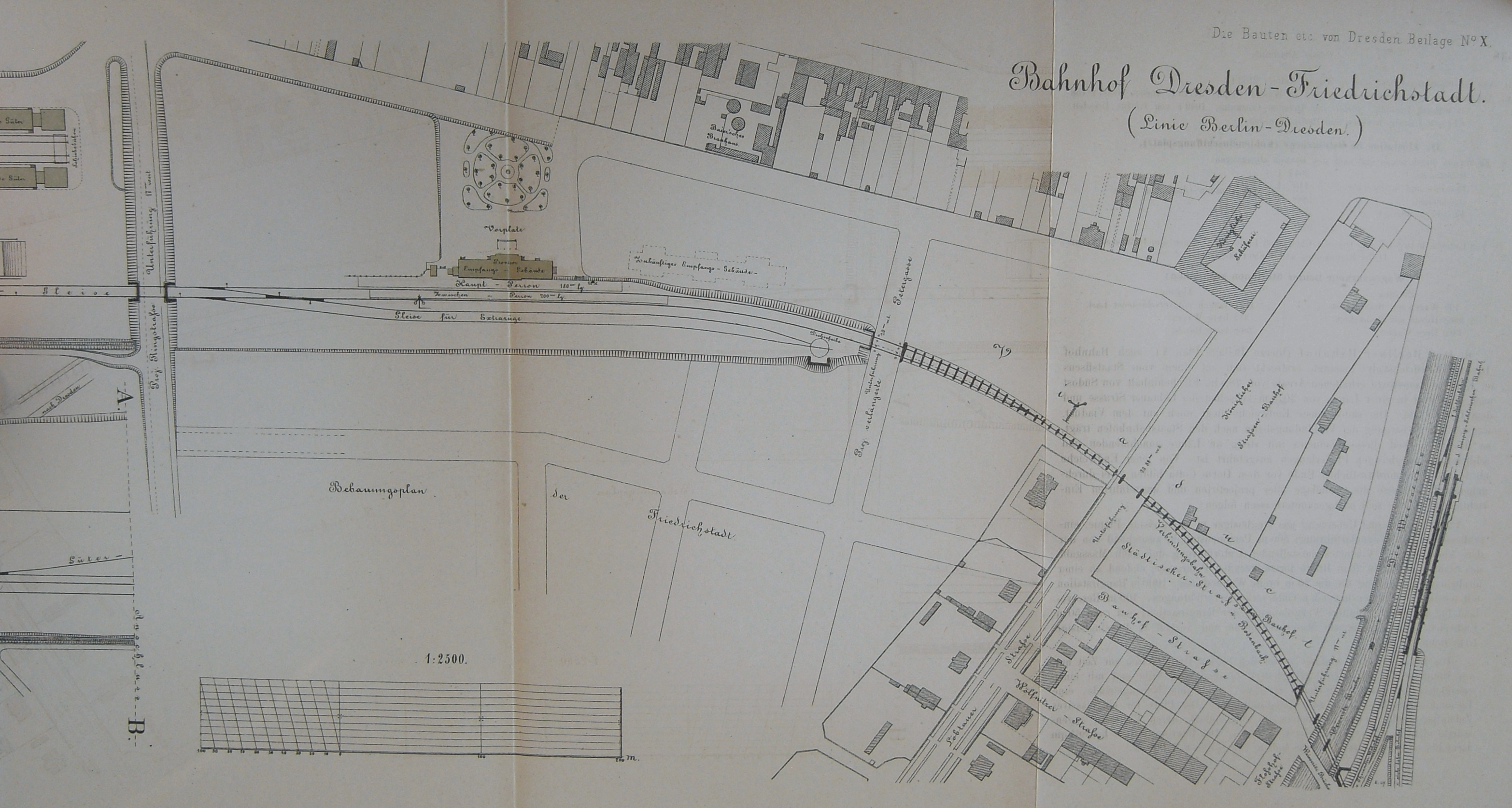
Lageplan des Berliner Bahnhofs/Personenbahnhof um 1878

Der Personenbahnhof bestand aus einem relativ kleinen, in Seitenlage errichteten Empfangsgebäude im romanischen Stil großer städtischer Villen mit einem 180 Meter langen Hausbahnsteig und einem ebenfalls überdachten 200 Meter langen Zwischenbahnsteig. Zwei Durchfahrgleise führten an den Bahnsteigen vorbei weiter zum damaligen Böhmischen Bahnhof. Direkt südlich davon befanden sich zwei weitere Gleise für die Bereitstellung von Extrazügen, die auf östlicher Seite zu einer Drehscheibe führten. Um eine schnelle Straßenverbindung zum Personenbahnhof einzurichten, wurde in den 1870er Jahren die nach dem Bahnhofsnamen benannte Berliner Straße angelegt.

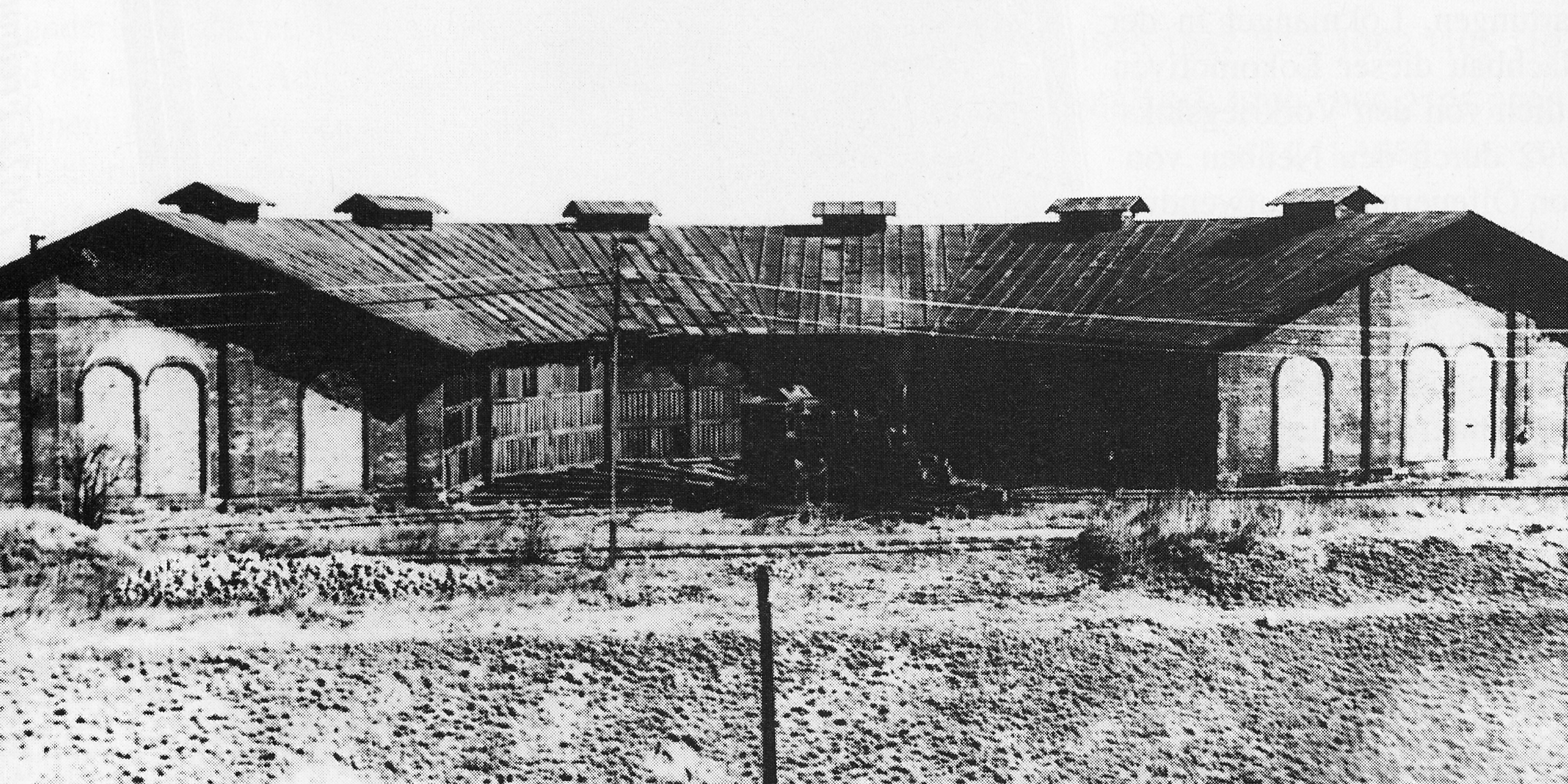
Halbrundschuppen des Berliner Bahnhofs

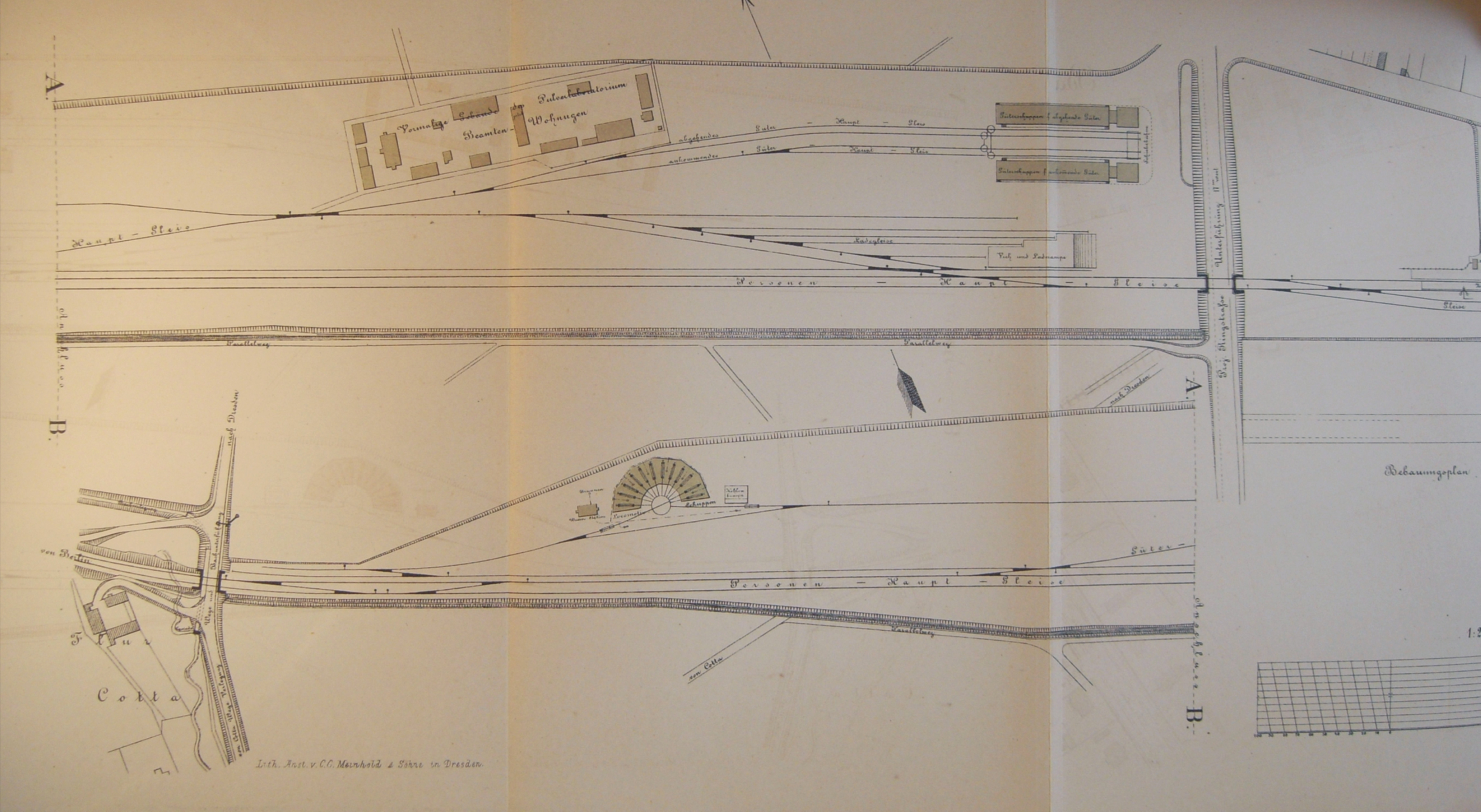
Lageplan des Berliner Bahnhofs/Güterbahnhof und Lokomotivdepot um 1878

Die Güterverkehrsanlagen des Berliner Bahnhofs erstreckten sich in der Länge über 1000 Meter. Diese großzügige Dimensionierung ermöglichte knapp 20 Jahre später die Anlage des Rangierbahnhofs. Fünf Kopfgleise, Laderampen und ein Überladekran dienten dem Transport von Vieh sowie von Rohstoffen und vier Kopfgleise mit zwei außenliegenden Güterschuppen dem Stückgutverkehr. Die Güterschuppen mit ihren am östlichen Giebel angeordneten massiven Expeditionsgebäuden sind noch erhalten. Zwischen den Expeditionsgebäuden befand sich eine Schiebebühne für den Lokomotivwechsel zwischen den vier Kopfgleisen. Vier Wagendrehscheiben verknüpften die Gleise in der Einfahrt (siehe Lageplan).
An der westlichen Bahnhofsausfahrt befanden sich die Anlagen zur Lokomotivenbehandlung, bestehend aus einem zwölfständigen Lokschuppen, einer Wasserstation sowie einem Kohlenbansen.
Bereits in den Anfangsjahren zeichnete sich eine starke Bedeutung des Berliner Bahnhofs für den Güterverkehr ab. Dies lag insbesondere daran, dass der Stadtrat den Stadtteil Friedrichstadt 1878 zum Fabrikbezirk erklärte. Dadurch siedelten sich dort nach und nach wichtige Industriebetriebe wie der Nähmaschinenhersteller Seidel & Naumann, die Dresdener Mühle, die Zigarettenfabrik Yenidze und der Schlachthof an.

### Verstaatlichung und Umbauplanung
Bedingt durch die finanziellen Schwierigkeiten der privaten Bahngesellschaft, ging die bereits seit 1877 von den Preußischen Staatseisenbahnen betriebene Bahnstrecke und damit auch der Berliner Bahnhof 1887 in den Besitz des preußischen Staates über. Ein Jahr später folgte der Verkauf des größtenteils in Sachsen gelegenen Abschnitts zwischen Elsterwerda und Dresden an die Königlich Sächsischen Staatseisenbahnen, die ab 1. April 1888 den Bahnhof betrieben.

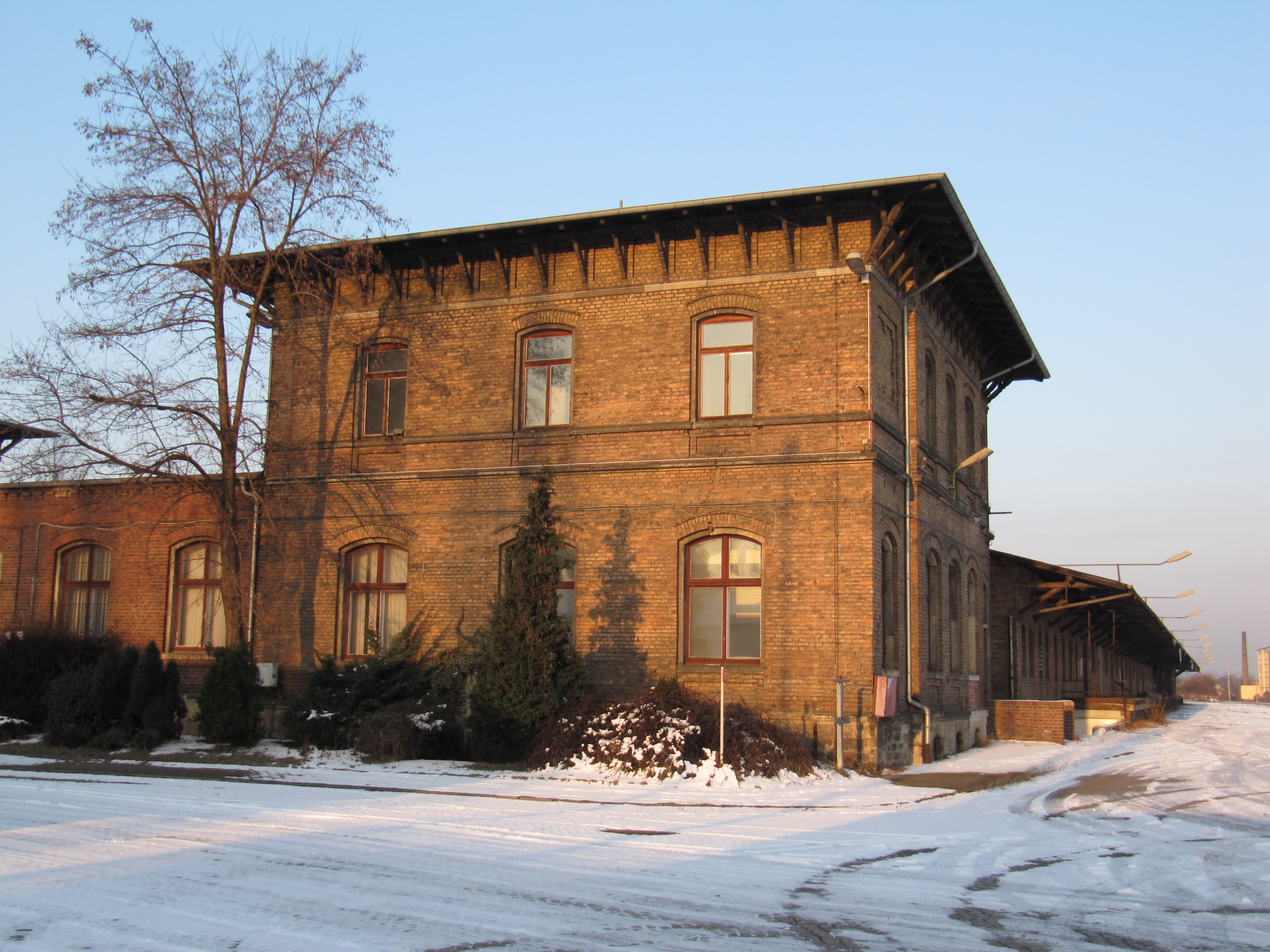
Erhaltene Güterschuppen mit giebelseitigen Expeditionsgebäuden des alten Berliner Bahnhofs an der Waltherstraße

In den 1890er Jahren wurden die sich nun allesamt in staatlicher Hand befindlichen Bahnstrecken miteinander verbunden und in diesem Zuge der Eisenbahnknoten Dresden geschaffen. In der Nähe der alten, nicht mehr für den Personenverkehr benötigten Kopfbahnhöfe entstanden reine Güterbahnhöfe, so unter anderem am Leipziger Bahnhof und an der Bahnstrecke nach Chemnitz am Bahnbetriebswerk Dresden-Altstadt. Diese Entwicklung vollzog sich in gleicher Weise auch am Berliner Bahnhof, der für den Personenfernverkehr schloss, da der im Entstehen begriffene Hauptbahnhof zur neuen Endstation für Personenzüge aus Berlin wurde. An der Waltherstraße blieben mehrere Gebäude des alten Berliner Bahnhofs erhalten, während das Empfangsgebäude später abgerissen wurde.

### Neuerrichtung des Rangierbahnhofs 1890 bis 1894

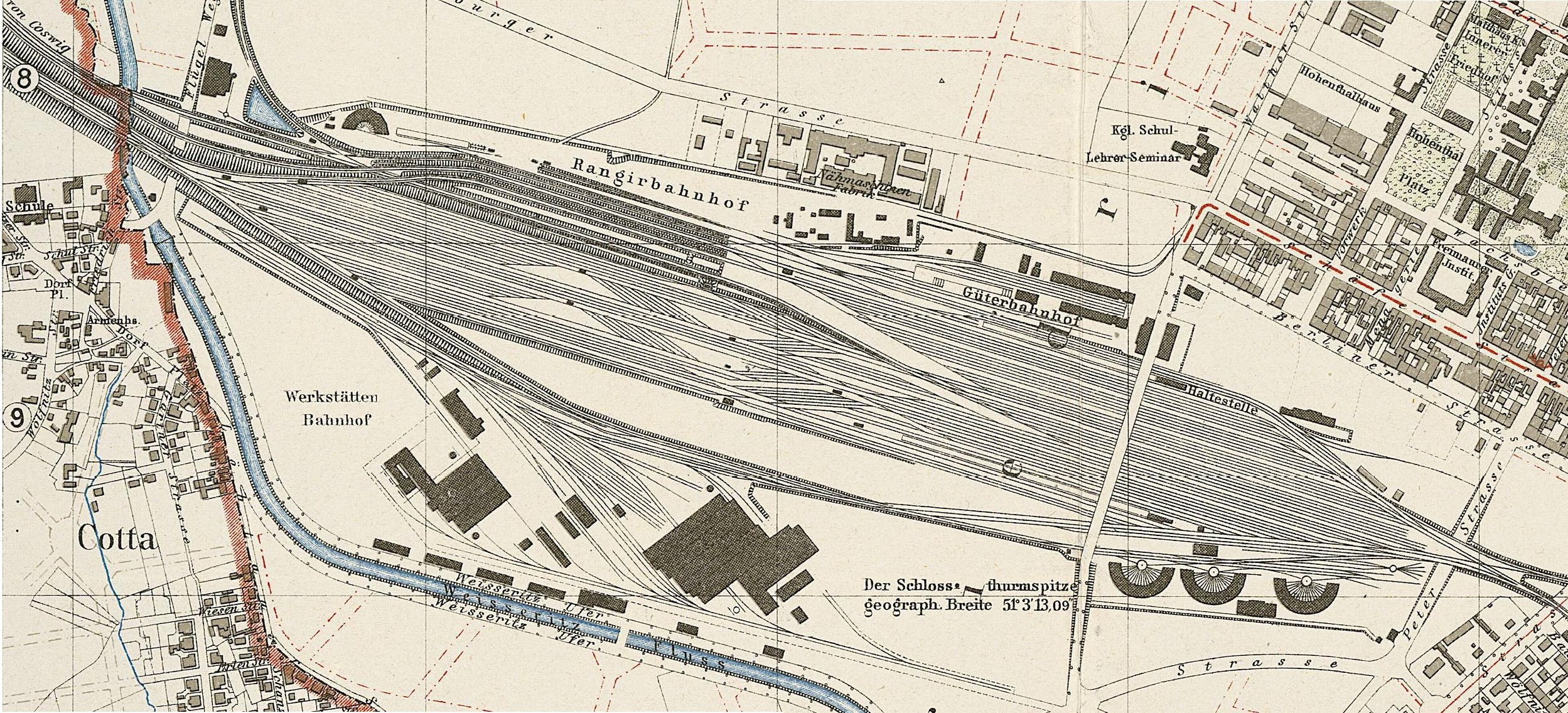
Bahnhof Dresden-Friedrichstadt in einem Stadtplan von 1900

Etwa zeitgleich mit der Schließung des Berliner Bahnhofs wurde unmittelbar südlich von ihm der Rangierbahnhof Dresden-Friedrichstadt fertiggestellt und am 1. Mai 1894 in Betrieb genommen. Als einseitiger Gefällebahnhof konzipiert, lagen sämtliche Gleise, von den Ein- und Ausfahrgruppen abgesehen, im Gefälle von 1:100. Wegen der natürlichen Gegebenheiten mitten im flachen Elbtal musste ab Frühjahr 1891 ein Ablaufberg aufgeschüttet werden. Als Material dafür – insgesamt waren 1,55 Millionen Kubikmeter nötig – diente der Aushub des in der gleichen Zeit entstandenen Beckens des benachbarten Alberthafens beziehungsweise der Flutrinne im Ostragehege. Der höchste Punkt des insgesamt 2,5 Kilometer langen Bahnhofs befand sich am Nordwestende 17,73 Meter über dem Niveau der tiefsten Stelle unter der Waltherstraßenbrücke. Rangierlokomotiven zogen die Wagen auf den fünfgleisigen Ablaufberg, von dem sie abrollen und auf die gewünschten Richtungsgleise gelenkt werden konnten.

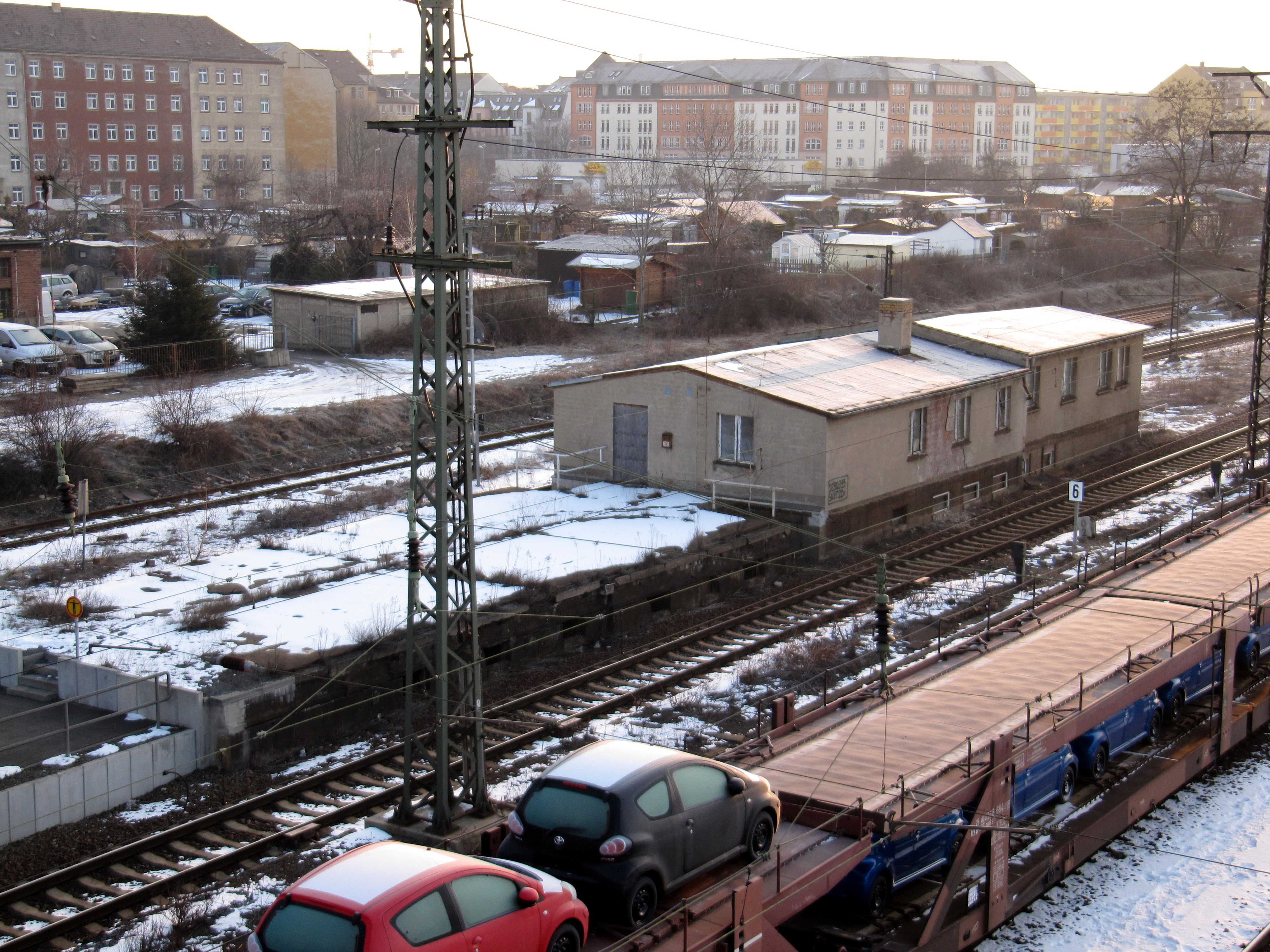
Östlich der Waltherstraßenbrücke befand sich auf dem Inselbahnsteig früher ein Empfangsgebäude. Vor dem Dienstgebäude ist auch das Kellergeschoss des repräsentativen Gebäudeteils noch zu erkennen.

Für den Personennahverkehr entstand einige 100 Meter westlich des bisherigen Personenbahnhofs ein neuer Inselbahnsteig einschließlich eines aufgesetzten Empfangsgebäudes. Ab dem 15. Oktober 1892 verkehrten Personenzüge über die neuen Anlagen. Nach schweren Beschädigungen im Zweiten Weltkrieg wurde das Empfangsgebäude nicht wieder aufgebaut. Aus dem Kellergeschoss und Grundmauern des weniger repräsentativen östlichen Teils entstand ein Dienstgebäude.
Die Bahnanlagen für den Personen- und Güterverkehr erstreckten sich über insgesamt 54,4 Hektar; die Gleisgesamtlänge betrug zur Eröffnung 76,7 Kilometer.

Eisenbahnerwohnhäuser am Emerich-Ambros-Ufer, links die kanalisierte Weißeritz

Ebenfalls 1894 übergab die Bahnverwaltung in der direkten Nachbarschaft des Bahnhofs eine teilweise zusammenhängende Eisenbahnsiedlung ihrer Bestimmung. Dabei handelt es sich unter anderem um die fünf an der Weißeritz gelegenen Gebäude am Emerich-Ambros-Ufer 54 bis 72 sowie mehrere Wohnhäuser am Flügelweg. Diese mit Klinkerfassaden versehenen Gebäude blieben bis heute erhalten.
Südlich des Rangierbahnhofs errichteten die Sächsischen Staatsbahnen außerdem einen großen Werkstättenbahnhof, der im November 1894 seinen Betrieb aufnahm (siehe Abschnitt Reichsbahnausbesserungswerk Dresden), sowie ein Bahnbetriebswerk, das zeitgleich mit dem Bahnhof eröffnet wurde (siehe Abschnitt Bahnbetriebswerk Dresden).

### Umbaumaßnahmen während der 1920er und 1930er Jahre
Ursprünglich waren für das Abbremsen der vom Ablaufberg abrollenden Wagen zwei bis drei auf den Zug verteilte Bremser, sogenannte Nachlasser, verantwortlich. Sie betätigten Handspindelbremsen oder bei Wagen ohne Spindelbremse alternativ einen Bremsbalken. In beiden Fällen war die Ablaufgeschwindigkeit vom Beladezustand des Wagens sowie dem Zustand der Bremsen abhängig. Neben diesem Nachteil erschwerten auch Kommunikationsprobleme zwischen Nachlasser und Ablaufmannschaft den Betrieb. Die Krümmung der Gleise verhinderte eine Sichtverbindung und akustische Signale konnten sich nicht zuverlässig gegen Wind und Lärm behaupten. Bei kreuzenden Schleppfahrten unterbrachen die Verantwortlichen den Ablauf daher sicherheitshalber zu früh.

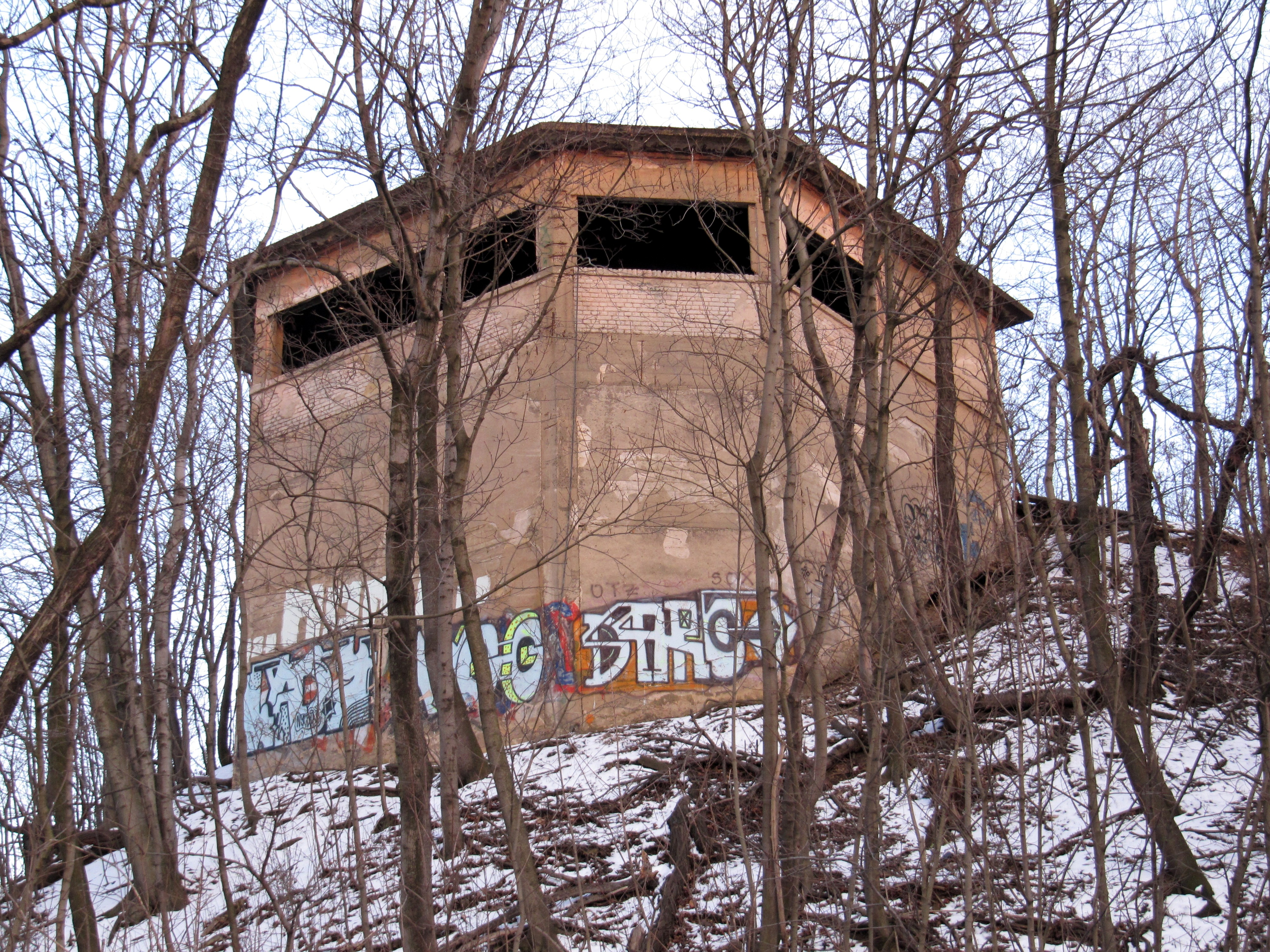
Das Maschinenhaus der Seilablaufanlage an der Hamburger Straße wurde 2023 abgerissen.

Dieses Problem nahmen die Ingenieure im Rahmen der umfassenden Modernisierung des Rangierbahnhofs zwischen 1928 und 1935 in Angriff. Ab Oktober 1928 sorgte eine Seilablaufanlage für eine kontrollierte Ablaufgeschwindigkeit. Die Seilablaufanlage bestand aus je einem Seilwagen für jedes der vier Ablaufgleise, die auf zwischen den Schienen verlegten Schmalspurgleisen liefen. Je zwei von ihnen waren mit einem Seil verbunden, das über eine Umlenkrolle im Antriebshaus oben auf dem Ablaufberg lief. Nach der Schleppfahrt auf den Berg wurden nun die Lokomotive abgehängt und die Wagen an den Seilwagen angekuppelt. Wenn dieser Seilwagen nun abwärts lief, so fuhr der andere mit dem Seil verbundene Seilwagen aufwärts.
Die Steuerung der Maschinen im Antriebshaus übernahm das neue elektromechanische Stellwerk 20, das so die Ablaufgeschwindigkeit regulieren konnte. Als Brückenstellwerk ausgeführt, ermöglichte es einen guten Überblick über den Ablaufberg und löste das bisherige mechanische Stellwerk 20 ab. Unterstellwerke A–G übernahmen die Bedienung der Hauptverteilerweichen.
Als weitere Maßnahmen baute die Reichsbahn mehrere Sandschutzgleise ein, die unkontrolliert abrollende Waggons oder Schleppfahrten aufhalten sollten. Diese Gleise gibt es auch heute noch.
Im Februar 1934 wurde nach mehrmonatiger Bauzeit im Bereich des Reichsbahnausbesserungswerks am Weißeritzufer (seit 1945: Emerich-Ambros-Ufer) das Sportgelände des Eisenbahner-Sportvereins Dresden eingeweiht, das damals aus Schießhalle, Kegelbahn, Rasenplatz für Faustball, Hartplatz für Fußball und Laufbahn bestand.

### Zerstörungen im Zweiten Weltkrieg
Gegen Ende des Zweiten Weltkriegs waren die ausgedehnten Bahnanlagen der Friedrichstadt im Rahmen der Luftangriffe auf Dresden mehrfach Ziel von Bombern der United States Army Air Forces (USAAF) und der britischen Royal Air Force. Da die Bahnhöfe weiter westlich gelegener Städte bereits schwer beschädigt waren, wickelte die Reichsbahn den Verkehr des Raums Leipzig–Berlin–Dresden ab 1944 zu einem beachtlichen Teil über Dresden-Friedrichstadt ab.
Am 7. Oktober 1944 griffen 30 Bomber der USAAF mit rund 80 US-Tonnen Sprengbomben als Ersatz für das Primärziel Maltheuern (Hydrierwerk der Sudetenländischen Treibstoffwerke AG) unter anderem den Bahnhof Dresden-Friedrichstadt an. Am 16. Januar 1945 bombardierten die USAAF mit 133 Flugzeugen, 279,8 US-Tonnen Sprengbomben und 41,6 Tonnen Brandbomben tagsüber erneut den Bahnhof Dresden-Friedrichstadt. Auch die Stadtteile Cotta, Löbtau und Leutewitz erlitten Schäden. Dieser Angriff forderte 334 Tote. Den Nachtangriffen vom 13. Februar 1945 folgte am 14. Februar von 12:17 bis 12:27 Uhr ein Tagesangriff von 311 B-17-Bombern nebst fünf Begleitjägern der USAAF. Sie warfen bei schlechtem Wetter nach Zielradar 1.800 Sprengbomben und 136.800 Stabbrandbomben ab. Neben den Hauptangriffszielen, zu denen der Bahnhof Dresden-Friedrichstadt und das benachbarte Reichsbahnausbesserungswerk sowie mehrere Rüstungsbetriebe gehörten, wurden auch das Friedrichstädter Krankenhaus und umliegende Stadtteile getroffen. Bei allen Angriffen, die bis zu diesem Zeitpunkt auf den Bahnhof geflogen worden waren, gelang es den alliierten Luftstreitkräften jedoch nicht, den Bahnverkehr wirksam zu unterbrechen.
Erst ein nochmaliger gezielter Angriff auf die Bahnanlagen der sächsischen Hauptstadt, zugleich der letzte der insgesamt acht Luftangriffe auf Dresden, führte zum Totalausfall des Bahnhofs Dresden-Friedrichstadt sowie des Hauptbahnhofs und weiterer Stationen. Die 8. US-Luftflotte hatte hierfür am 17. April 1945 mit Intervallen in der Zeit von 13:38 bis 15:12 Uhr mit 572 Maschinen angegriffen und 1.385 Tonnen Sprengbomben sowie 150 Tonnen Brandbomben abgeworfen. Ein brennender Benzinzug sowie explodierende Munitionswagen verstärkten zusätzlich die Wirkung des Bombardements. Ein unmittelbar am Personenbahnsteig stehender Zug war mit Panzerfäusten beladen, deren Explosion zur Zerstörung des Empfangsgebäudes auf dem Inselbahnsteig führte.

### Betrieb in der Nachkriegszeit

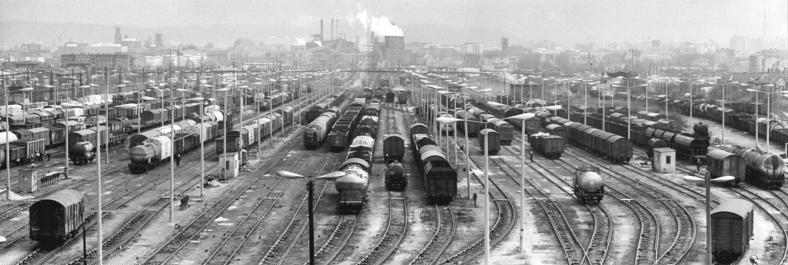
6. Januar 1984: Blick nach Osten über den Rangierbahnhof Dresden-Friedrichstadt. Im Hintergrund zentral das Heizkraftwerk Mitte in der Wilsdruffer Vorstadt, links die Katholische Hofkirche. Ein Drittel der täglich rund 100 Züge, die die Eisenbahner des größten und leistungsfähigsten Rangierbahnhofes der DDR zusammenstellten, waren für den grenzüberschreitenden Verkehr bestimmt.

Die Seilablaufanlage hatte im Krieg schwere Schäden davongetragen und ging als Reparationsleistung an die Sowjetunion; ihr Verbleib ist nicht bekannt. Auch der Ablaufberg selbst befand sich in stark reparaturbedürftigem Zustand und der Bahnhof Dresden-Friedrichstadt blieb über mehrere Jahre weitgehend funktionsuntüchtig. Am 9. Juli 1945 provisorisch wieder in Betrieb genommen, verfügte er zunächst nur über zwölf Gleise für Ein- und Ausfahrten sowie über acht reine Ausfahrgleise. Verglichen mit 1938 betrug das Arbeitsaufkommen Ende 1946 wieder etwa die Hälfte des Vorkriegsniveaus und am 1. Dezember 1947 wurde der Ablaufberg wieder in Betrieb genommen.

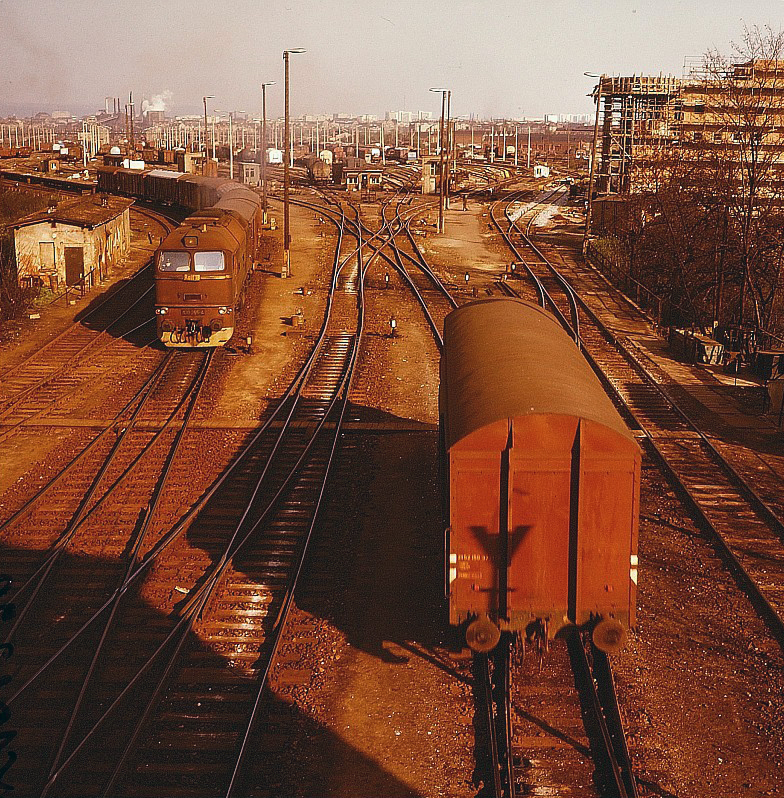
Während Einzelwagen über den Ablaufberg abrollen, zieht eine Lokomotive der DR-Baureihe 120 die nächste Schleppfahrt bergan. Das neue Stellwerk 9 am rechten Bildrand befindet sich noch im Bau. (Aufnahme: 1981)

Der Bahnhof entwickelte sich in der Folgezeit zu einem der größten Rangierbahnhöfe in der DDR. Zur Erweiterung der Leistungsfähigkeit waren kontinuierlich Verbesserungsmaßnahmen notwendig. In den 1950er Jahren erhielten die Schlepplokomotiven Funkausrüstung. Im darauf folgenden Jahrzehnt führte die Deutsche Reichsbahn hydraulische Balkengleisbremsen ein und nahm den elektrischen Zugbetrieb in Richtung Karl-Marx-Stadt auf; außerdem begann der Einsatz tragbarer Funksprechgeräte. Ab 1971 eingeführte Weichenheizungen und der Umbau einiger Gleise erhöhten die Effektivität zusätzlich, so dass bis zu 5.000 Güterwagen pro Tag abgefertigt werden konnten. Die Dampftraktion im Schleppdienst endete 1973/74. Dieselelektrische Lokomotiven der DR-Baureihe 120 lösten die verbliebenen Dampfloks der DR-Baureihe 58.30 ab. An sozialen Einrichtungen für die Bahnbeschäftigten kamen in dieser Zeit unter anderem eine Poliklinik am Emerich-Ambros-Ufer und ein Betriebskindergarten hinzu.
Einseitige Gefällebahnhöfe galten lange Zeit als effizient. Mit der Verfügbarkeit ortsfester Gleisbremsen, Weichenstellautomatik und moderner Mess- und Steuerungstechnik änderte sich dies. Daher wurde in den Jahren 1974 bis 1976 der bisherige Ablaufberg abgetragen und durch einen neuen Ablaufberg ersetzt, dessen Gleise zu beiden Seiten hin abfallen. So wird ein konstanter Ablaufpunkt erreicht, da die Wagen seitdem über den Ablaufberg gedrückt werden.

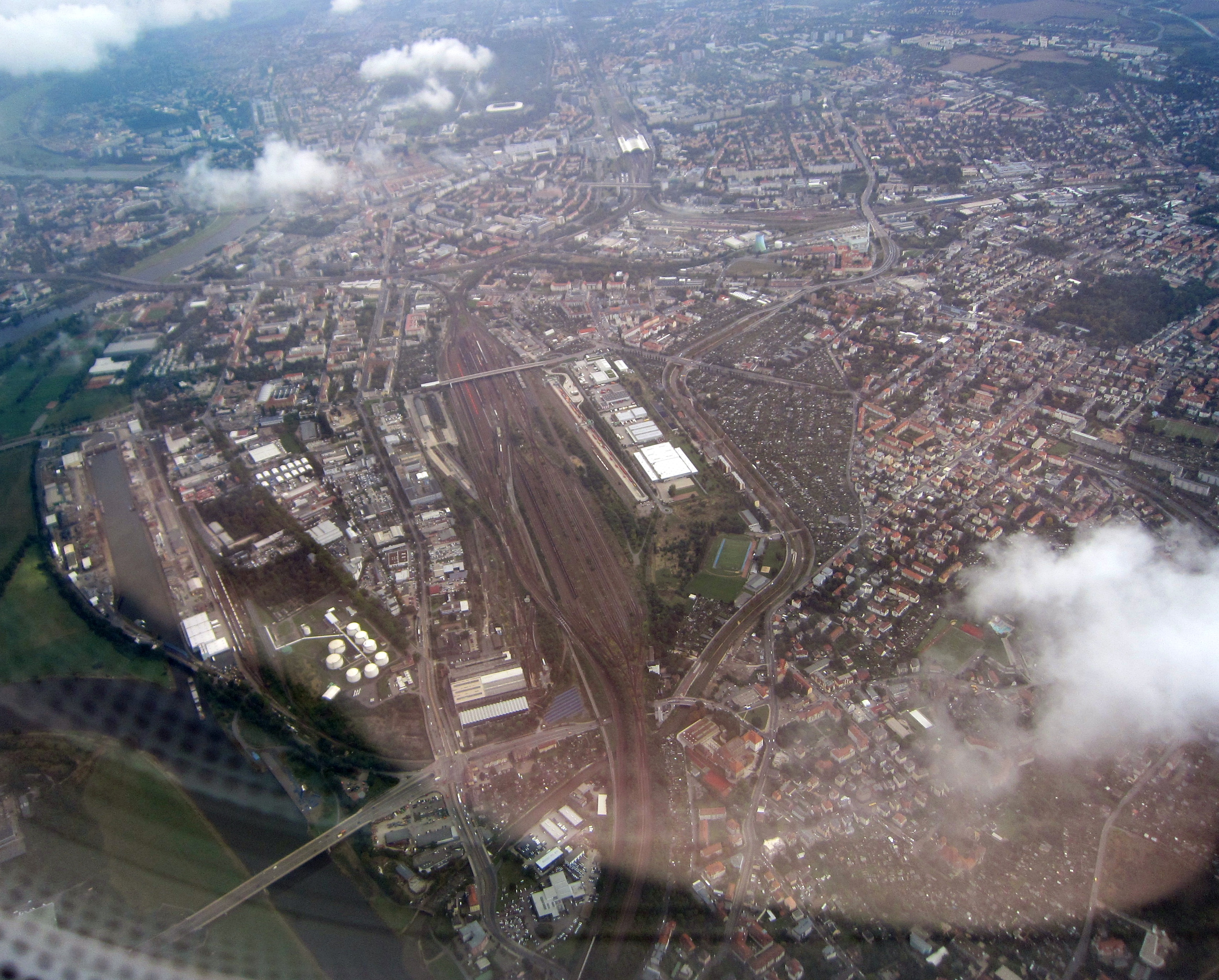
Luftbild, parallel zum Güterbahnhof ist am linken Bildrand der zur gleichen Zeit entstandene Alberthafen erkennbar

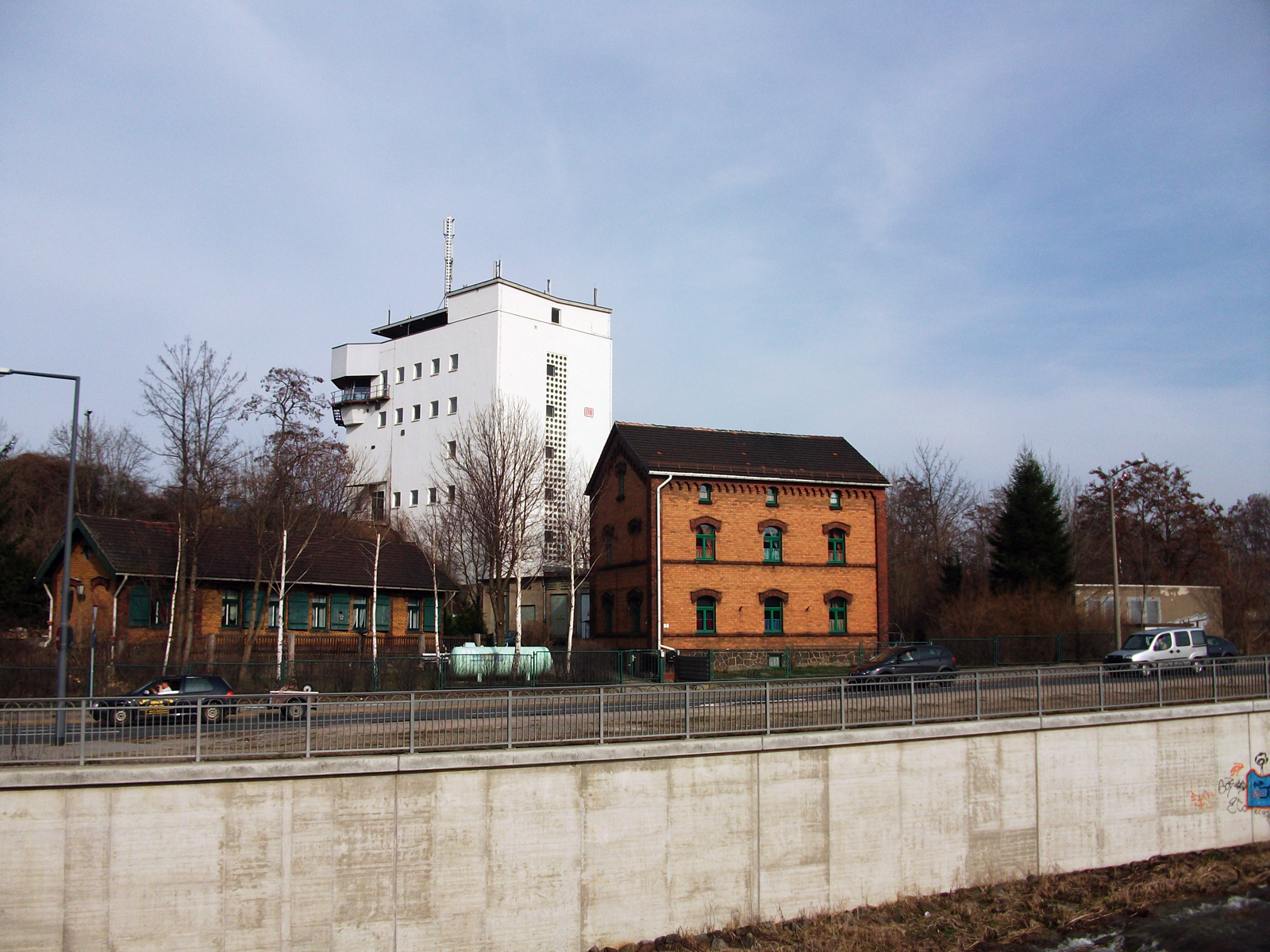
Stellwerk 9 des Bahnhofs

Anstelle des alten Stellwerks 20 am Fuß des Ablaufbergs entstand im Jahre 1981 das Stellwerk 9 am Flügelweg. Es erhielt ein Ablaufspeicherstellwerk der Bauform GS II A 68, das einen höheren Automationsgrad ermöglichte.

### Nach der Wende
Nach der Wende reduzierte sich das Verkehrsaufkommen des Rangierbahnhofes Friedrichstadt deutlich. Der Güterverkehr verlagerte sich mehr und mehr auf die Straße. Eine Alternative im grenzüberschreitenden Güterverkehr bestand als Rollende Landstraße zwischen dem 25. September 1994 und dem 19. Juni 2004. Täglich verkehrten zehn Züge mit je 23 LKW von Dresden-Friedrichstadt ins tschechische Lovosice (Lobositz) und zurück. Diese vom Freistaat Sachsen stark subventionierte Maßnahme brachte eine wirksame Entlastung der Bundesstraße 170. Die EU-Osterweiterung führte im Mai 2004 zur Einstellung der Verbindung, da die Auslastung einbrach. Sie lag zuletzt unter zehn Prozent.
Von März 1998 bis Mitte des Jahres 1999 wurde das Gelände des wenige Jahre zuvor geschlossenen Ausbesserungswerkes für ein neues Güterverkehrszentrum geräumt, das knapp zwei Jahre später, am 9. Mai 2001, an dieser Stelle eröffnete. Mit zwei Speditionen sowie einem Logistikzentrum der Volkswagen AG siedelten sich kurz danach erste Unternehmen an.
Umgeschlagen wurden Fahrzeugkomponenten des Autoherstellers Volkswagen auf dem Weg vom Volkswagenwerk Mosel und dem Škoda-Auto-Werk Mladá Boleslav (Jungbunzlau) zum Dresdner VW-Werk Gläserne Manufaktur am Großen Garten. Die CarGoTram verband von 2001 bis 2020 dieses Werk mit dem Güterverkehrszentrum. Diese Güterstraßenbahn transportierte unter anderem Bauteile für den VW Phaeton und vermied zusätzlichen Lastkraftwagenverkehr durch die Innenstadt.

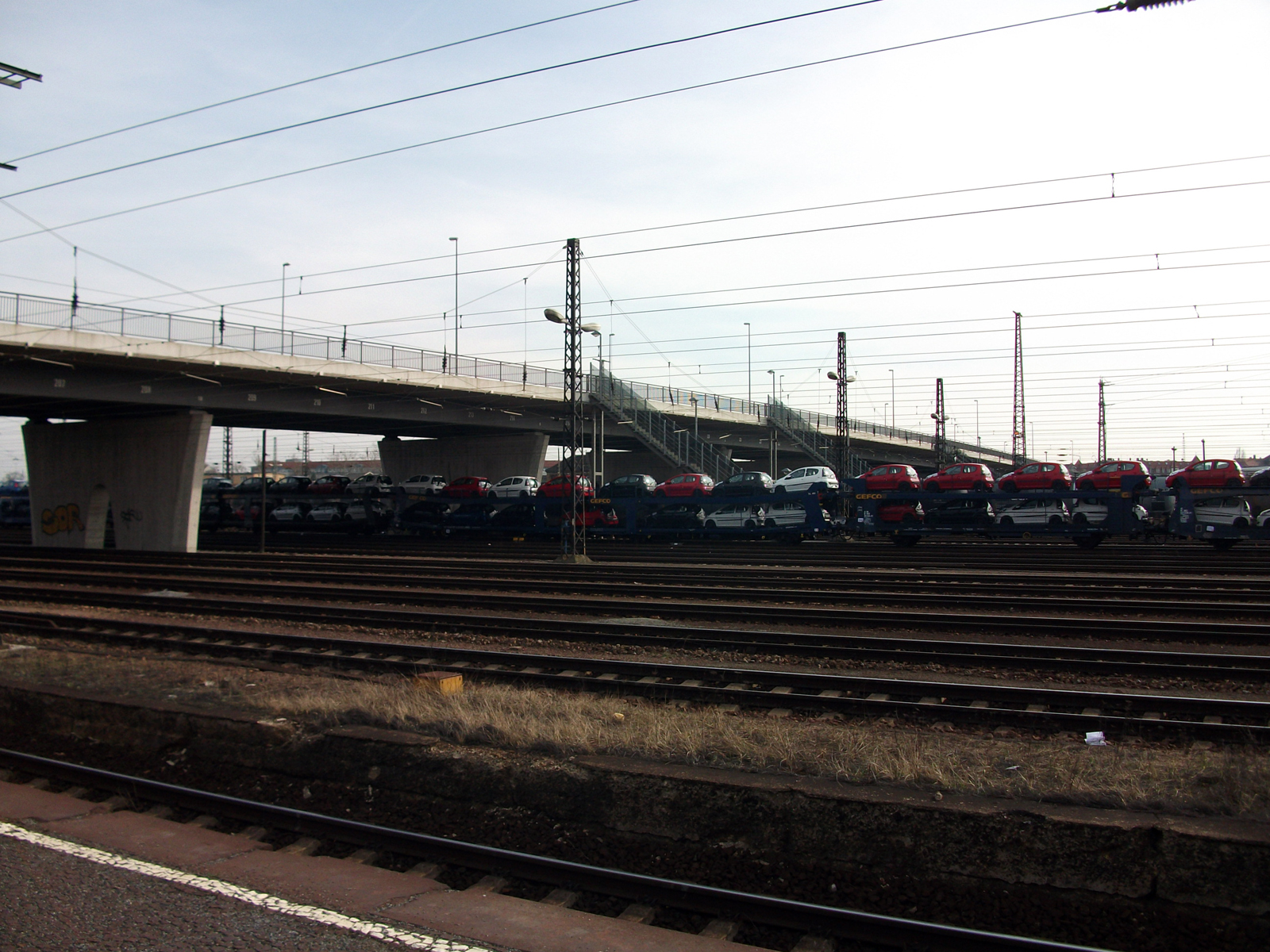
Die Waltherbrücke überquert das Gleisfeld auf Höhe des Nahverkehrshalts

Beim Hochwasser im August 2002 überflutete die Weißeritz den Ostteil des Bahnhofes, dabei entstanden große Schäden am gesamten Bahnhofsgelände.
Im Herbst 2003 wurde die marode Fußgängerbrücke abgerissen und anschließend durch einen Neubau ersetzt. Die neue Brücke ist wieder für den Straßenverkehr geeignet, wie die ursprüngliche Brücke, welche bei der Streckenelektrifizierung abgetragen werden musste. Da nur über diese Brücke der öffentliche Zugang zum Bahnsteig möglich ist, hielten dort zwischen dem 11. August 2003 und dem 12. Dezember 2004 keine Züge des Personennahverkehrs. Im Taktschiebeverfahren wurde über elf Felder ein 300 Meter langer Durchlaufträger eingebaut und die Brücke schließlich Ende 2004 fertiggestellt. Der Brückenneubau war enorm wichtig, da die Waltherstraße ein Teil der einzigen hochwasserfreien Nord-Süd-Verbindung des westlichen Stadtgebiets ist, die weiter über die Hamburger Straße, die Flügelwegbrücke und die Washingtonstraße verläuft. Etwa 4,5 Millionen der insgesamt 17 Millionen Euro Gesamtbaukosten trug die Deutsche Bahn.
Am 2. November 2005 übernahm der neue Umschlagbahnhof in Dresden-Friedrichstadt die Abfertigung des kombinierten Verkehrs in Dresden vom Güterbahnhof Dresden-Neustadt. Er war innerhalb von einem Jahr für 18,8 Millionen Euro entstanden.
Seit dem 1. September 2009 dienen die Richtungsgruppen nach Aufgabe des Ablaufbetriebes nur mehr zum Abstellen von Güterwagen. Daneben werden noch einige Züge in der Einfahrgruppe aufgelöst sowie Nahgüterzüge gebildet. Im vierten Quartal 2010 beabsichtigte die Deutsche Bahn den Rangierbahnhof Dresden-Friedrichstadt Anfang 2011 vollständig stillzulegen, verschob im Januar 2011 die Schließung jedoch auf unbestimmte Zeit.
Im Jahr 2013 wurde die Werkstatt geschlossen. Im Dezember 2014 sollte der Bahnhof seine Zugbildungsfunktion verlieren und fortan als Satellit mit Rangiermitteln betrieben werden. Die Zugbildungsfunktion sollte zunächst, bis 2017, nach Leipzig-Engelsdorf und anschließend zum geplanten Güterknoten Halle-Nord verlagert werden.
Im Zusammenhang mit der geplanten Schnellfahrstrecke Dresden–Prag und dem dazugehörigen Tunnel unter dem Erzgebirge ist geplant, den Bahnhof zum Grenzbetriebsbahnhof auszubauen, da derzeit hierfür genutzten Bahnhöfe Pirna und Bad Schandau Ost mit Eröffnung der neuen Strecke vom Güterverkehr nicht mehr angefahren werden würden. Dafür ist im Bahnhof Dresden-Friedrichstadt unter anderem der Bau von zehn Gleisen mit einer Nutzlänge von 740 Metern geplant.

## Weitere Anlagen auf dem Bahnhofsgelände

### Reichsbahnausbesserungswerk Dresden
Zeitgleich mit dem Bau des Rangierbahnhofs errichteten die Sächsischen Staatsbahnen zwischen dem 6. September 1890 und dem November 1894 einen großen Werkstättenbahnhof. Seine Anlagen befanden sich zwischen dem Rangierbahnhof und dem heutigen Emerich-Ambros-Ufer diagonal zur Hauptrichtung der Gleise. Er bestand aus je einer Wagen- und einer Lokomotiv-Reparatur-Werkstatt. Daneben entstanden unter anderem eine Schmiede, große Richthallen sowie mehrere Dienst-, Lager- und Verwaltungsgebäude.
In den ersten Jahren nach der Inbetriebnahme wurden hier sämtliche in Dresden und Umgebung beheimateten Normal- und Schmalspurlokomotiven sowie alle Wagentypen repariert. Im Zuge einer Umstrukturierung der mit der Reparatur beschäftigten Reichsbahnbetriebe gab das Ausbesserungswerk im Jahre 1931 die Zuständigkeit für die Schmalspurausbesserung und im Jahre 1938 für die Lokomotivausbesserung nach Chemnitz ab.
Nach der politischen Wende im Osten Deutschlands 1989/90 ging der Güterverkehr stark zurück und der Bedarf an Güterwagen sank deutlich. Die Fahrzeuginstandhaltung lief deshalb Anfang der 1990er Jahre aus und das Werk wurde Ende der 1990er Jahre zu Gunsten des geplanten Güterverkehrszentrums abgerissen.

### Bahnbetriebswerk Dresden
Zeitgleich mit dem Bau des Rangierbahnhofs entstand südlich der Gleisanlagen am östlichen Ende das Bahnbetriebswerk Dresden-Friedrichstadt, das bis 1928 noch Heizhausanlage Peterstraße hieß. Zwischen Behringstraße (bis 1946: Peterstraße) und der Brücke Waltherstraße gelegen, grenzte die Fröbelstraße das Betriebswerk nach Süden ab. Die Heizhausanlage bestand aus drei Heizhäusern mit je 20 Lokomotivständen, je einem Verwaltungs- und Expeditionsgebäude, einem Kohlenschuppen sowie einigen kleineren Gebäuden. Das am 1. Mai 1894 nach mehr als dreijähriger Bauzeit eröffnete Betriebswerk beheimatete ausschließlich Güterzuglokomotiven und bildete somit das Gegenstück zur Heizhausanlage Dresden-Altstadt.

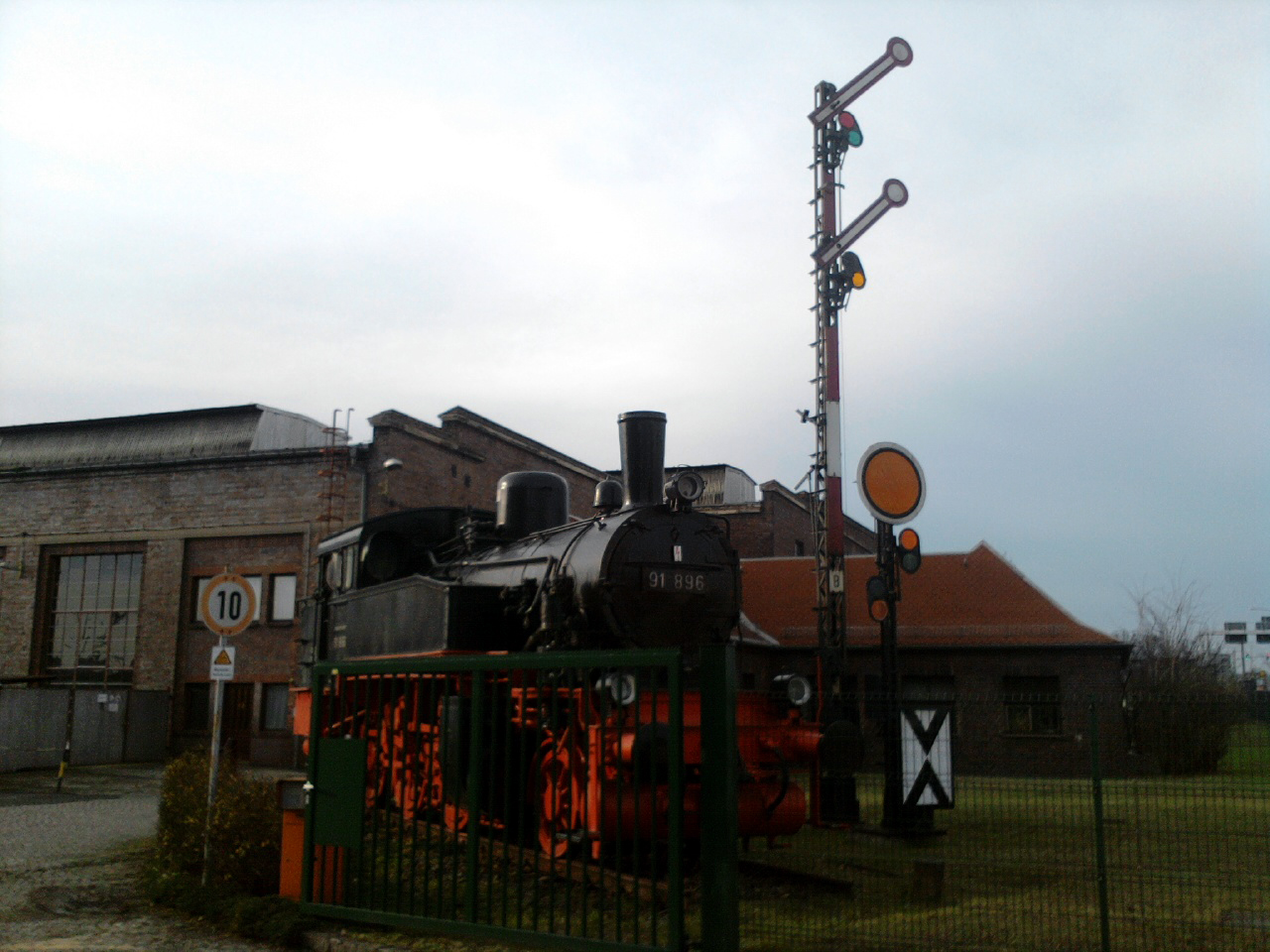
Die ausgemusterte Dampflokomotive 91 896 schmückte von 1985 bis 2009 den Eingang zum Bahnbetriebswerk an der Hamburger Straße.

Da die Anlagen an der damaligen Peterstraße nicht erweiterungsfähig waren, entstand 1935 auf der gegenüberliegenden, nördlichen Seite des Rangierbahnhofs an der Hamburger Straße ein neues Bahnbetriebswerk. Im Jahr 1940 wurde dort die neue Lokwerkstatt eingeweiht. Im Original erhalten blieben aus dieser Zeit unter anderem eine große Werkhalle, das Verwaltungs- sowie mehrere Nebengebäude.
Zum 1. Januar 1967 fusionierten die Bahnbetriebswerke Dresden-Pieschen, Dresden-Altstadt und Dresden-Friedrichstadt zum Bahnbetriebswerk Dresden. Nur der damals noch verbliebene Dampflokbetrieb konzentrierte sich im Betriebsteil Zwickauer Straße, dem ehemaligen Bahnbetriebswerk Dresden-Altstadt. Der große Rest hingegen war seither in Dresden-Friedrichstadt gebündelt.